# Tornau vor der Heide
Tornau vor der Heide is een plaats en voormalige gemeente in de Duitse deelstaat Saksen-Anhalt, en maakt deel uit van de Landkreis Anhalt-Bitterfeld.
Tornau vor der Heide telt 494 inwoners.